# Brygada Górska (piechota II RP)
Brygada Górska – jednostka piechoty utworzona na Podkarpaciu z miejscowych batalionów Obrony Narodowej wzmocnionych jednostkami KOP z granicy z ZSRR i Rumunią oraz innymi jednostkami wojska.

## Polskie brygady górskie w czasiekampanii wrześniowej
- 1 Brygada Górska Strzelców – dowódca płk dypl. Janusz Gaładyk
- 2 Brygada Górska Strzelców – dowódca płk Aleksander Stawarz
- 3 Brygada Górska Strzelców – dowódca płk Jan Kotowicz